# Frekvensdrift
Frekvensdrift är ett fenomen där frekvensen ändras med tid. Detta är oavsiktligt och sker i oscillatorer. Detta till följd av temperaturändring eller att de ingående komponenterna egenskaper åldras.